# Downtown Houston
Downtown Houston désigne le centre-ville de Houston au Texas, aux États-Unis. Il s'agit du quartier d'affaires de l'agglomération texane.